# Корона, Хосе
Хосе́ де Хесу́с Коро́на Родри́геc (исп. Jose de Jesus Corona Rodriguez; 26 января 1981, Гвадалахара, Халиско, Мексика) — мексиканский футболист, вратарь клуба «Тихуана», Олимпийский чемпион 2012 года. Выступал за сборную Мексики.

## Клубная карьера
Хосе Корона начал свою карьеру в мексиканском клубе «Атлас» в 2002 году. За два года Корона сыграл за клуб в 47 матчах. В 2004 году Хосе перешёл в «Эстудиантес Текос», где за пять лет выступлений сыграл за клуб 174 игры.
16 июня 2009 года Хосе Корона подписал трёхлетний контракт с «Крус Асуль». В том же году помог «паровозам» достичь финала Апертуры—2009 мексиканского первого дивизиона.

## Международная карьера
Хосе Корона начал вызываться в сборную Мексики в 2004 году. Свой первый матч за «трёхцветных» вратарь провёл 27 апреля 2005 года в Чикаго против сборной Польши. Матч завершился вничью со счётом 1:1. В 2005 году Хосе Корона сыграл в первом матче сборной Мексики на Золотом кубке КОНКАКАФ 2005 года. Мексиканцы проиграли сборной ЮАР — 1:2. После этого Корона не сыграл на турнире ни одного матча.
В 2006 году главный тренер сборной Мексики Рикардо Лавольпе включил Хосе в состав для поездки на чемпионат мира. Но из 4-х проведённых на Кубке мира матчей Корона не сыграл ни в одном из них. В 2007 году Уго Санчес вызвал Хосе Корону в состав в качестве третьего вратаря на Золотой кубок КОНКАКАФ.
Перед чемпионатом мира 2010 года Хосе Корона был отчислен из сборной Мексики за драку в баре. Первоначально Хосе Корона был включён в состав сборной Мексики на Золотой кубок КОНКАКАФ 2011. Но после драки, произошедшей по окончании ответного полуфинального матча против «Монаркас Морелия», Корона был отчислен из команды главным тренером сборной Мексики — Хосе Мануэль де ла Торре. Место Короны в сборной занял вратарь «Монтеррейя» — Хонатан Ороско.

### Матчи за сборную
| #   | Дата             | Место                            | Противник            | Счёт | Результат | Соревнование                                       |
| --- | ---------------- | -------------------------------- | -------------------- | ---- | --------- | -------------------------------------------------- |
| 1.  | 27 Апреля 2005   | Чикаго, США                      | Польша               | 1    | 1-1       | Товарищеский матч                                  |
| 2.  | 8 Июля 2005      | Карсон, США                      | ЮАР                  | 2    | 1-2       | Золотой кубок КОНКАКАФ 2005                        |
| 3.  | 8 Октября 2005   | Сан-Луис-Потоси, Мексика         | Гватемала            | 2    | 5-2       | Чемпионат мира по футболу 2006 (отборочный турнир) |
| 4.  | 12 Октября 2005  | Порт-оф-Спейн, Тринидад и Тобаго | Тринидад и Тобаго    | 2    | 1-2       | Чемпионат мира по футболу 2006 (отборочный турнир) |
| 5.  | 14 Декабря 2005  | Финикс, США                      | Венгрия              | 0    | 2-0       | Товарищеский матч                                  |
| 6.  | 25 Января 2006   | Сан-Франциско, США               | Норвегия             | 1    | 2-1       | Товарищеский матч                                  |
| 7.  | 2 Июня 2007      | Сан-Луис-Потоси, Мексика         | Ирландия             | 0    | 4-0       | Товарищеский матч                                  |
| 8.  | 28 Июня 2009     | Сан-Диего, США                   | Гватемала            | 0    | 0-0       | Товарищеский матч                                  |
| 9.  | 30 Сентября 2009 | Даллас, США                      | Колумбия             | 2    | 1-2       | Товарищеский матч                                  |
| 10. | 11 Августа 2010  | Мехико, Мексика                  | Испания              | 1    | 1-1       | Товарищеский матч                                  |
| 11. | 12 Октября 2010  | Сьюдад-Хуарес, Мексика           | Венесуэла            | 0    | 2-2       | Товарищеский матч                                  |
| 12. | 11 Февраля 2011  | Атланта, США                     | Босния и Герцеговина | 0    | 2-0       | Товарищеский матч                                  |
| 13. | 25 Января 2012   | Хьюстон, США                     | Венесуэла            | 1    | 3-1       | Товарищеский матч                                  |
| 14. | 27 Мая 2012      | Нью-Джерси, США                  | Уэльс                | 0    | 2-0       | Товарищеский матч                                  |
| 15. | 3 Июня 2012      | Арлингтон, США                   | Бразилия             | 0    | 2-0       | Товарищеский матч                                  |
| 16. | 8 Июня 2012      | Мехико, Мексика                  | Гайана               | 1    | 3-1       | Чемпионат мира по футболу 2014 (отборочный турнир) |
| 17. | 12 Июня 2012     | Сан-Сальвадор, Сальвадор         | Сальвадор            | 1    | 2-1       | Чемпионат мира по футболу 2014 (отборочный турнир) |

## Достижения
- Мексика:
  - Золотой кубок КОНКАКАФ: 2009